# (7414) Bosch
(7414) Bosch  es un asteroide perteneciente al cinturón de asteroides, descubierto el 13 de octubre de 1990 por Lutz Dieter Schmadel  y Freimut Börngen desde el Observatorio Karl Schwarzschild, en Alemania.

## Designación y nombre
Bosch se designó inicialmente como 1990 TD8.
Más adelante fue nombrado en honor al químico alemán  Carl Bosch (1874-1940).

## Características orbitales
Bosch orbita a una distancia media del Sol de 3,1672 ua, pudiendo acercarse hasta 2,4595 ua y alejarse hasta 3,8749 ua. Tiene una excentricidad de 0,2234 y una inclinación orbital de 0,7402° grados. Emplea en completar una órbita alrededor del Sol 2058 días.

## Características físicas
Su magnitud absoluta es 13,1. Tiene 11,355 km de diámetro. Su albedo se estima en 0,086.